# Hooverphonic
Hooverphonic é um trio belga formado no ano de 1995, que mistura música eletrônica com elementos de pop, trip-hop e ambiente. A formação principal era Alex Callier (guitarrista e programador), Frank Duchêne (tecladista) e Liesje Sadonius (vocalista), que deixou o trio em 1998, sendo substituída por Geike Arnaert, que se tornou a voz e a imagem oficial do grupo.

## Carreira
A popularidade do grupo aumentou em 1996, quando eles contribuíram com a canção "2Wicky" para o filme Beleza Roubada, de Bernardo Bertolucci. O Hooverphonic pode ser assimilado ao lado menos alternativo de grupos como Massive Attack ou Portishead, formando com eles as referências principais no movimento trip-hop que ocorreu nos anos 90 na Europa.
As principais influências do grupo são o compositor italiano Angelo Badalamenti e os dois principais representantes do trip-hop na Europa - o Massive Attack e o Portishead.
Ao final de 2008, Geike anuncia sua saída da banda em busca de uma carreira solo, para a qual já vinha trabalhando há alguns meses. O último concerto do Hooverphonic acontece no Tele-Club, Ekaterinburg, na Rússia, no dia 13 de dezembro. Ele foi gravado pela MTV e transmitido no ano seguinte.
Em 2010, a banda finalmente recruta sua nova vocalista, Noémie Wolfs, que consegue manter a qualidade de suas antecessoras. Hooverphonic então lança mais um álbum: The Night Before. Os subsequentes Reflection (2013) e In Wonderland (2016) também alcançam boa notoriedade.
Em 2020, Geike retorna à banda e é lançada uma versão comemorativa de "Mad About You', com ela nos vocais. No ano seguinte, a banda participa do Festival Eurovisão da Canção 2021, representando a Bélgica com a faixa "The Wrong Place". Hidden Stories, o novo álbum, é lançado no mesmo mês. Posteriormente, o segundo single "Thinking About You" é apresentado.

## Membros
- Alex Callier
- Raymond Geerts
- Geike Arnaert

## Discografia
Álbuns de estúdio
- A New Stereophonic Sound Spectacular (1996)
- Blue Wonder Power Milk (1998)
- The Magnificent Tree (2000)
- Hooverphonic presents Jackie Cane (2002)
- No More Sweet Music/More Sweet Music (2005)
- The President of the LSD Golf (2007)
- The Night Before (2010)
- Reflection (2013)
- In Wonderland (2016)
- Looking For Stars (2018)
- Hidden Stories (2021)
- Fake Is The New Dope (2024)

Outros álbuns
- Battersea (EP) (1998)
- Sit Down and Listen to Hooverphonic (2003) (ao vivo)
- Singles '96 - '06 (2006) (compilação)
- Hooverphonic with Orchestra (2012)
- Hooverphonic with Orchestra Live (2012) (ao vivo)
- The Best of Hooverphonic (2016) (compilação)